# Montoullié de Périllou
Le Montoullié de Périllou ou Montoulié de Périllou (en catalan Montolier de Perellós ou Montoliu de Perellós) est un sommet du massif français pré-pyrénéen des Corbières, situé sur la limite entre les départements de l'Aude et des Pyrénées-Orientales, en région Occitanie.
Ce sommet tient son nom du village de Périllos, situé sur son flanc méridional, appartenant à la commune d'Opoul-Périllos. La montagne est partagée entre cette commune et les deux communes audoises d'Embres-et-Castelmaure et Feuilla. Il s'agit du point le plus septentrional du département des Pyrénées-Orientales, et de tous les Pays catalans.
Le sommet accueille un radar météorologique, l'un des 18 radars français de surveillance régionale des incendies et des tempêtes, couvrant un rayon de 100 à 200 km.
Le mont est situé à la limite de deux parcs naturels régionaux : celui des Corbières-Fenouillèdes à l'ouest, et celui de la Narbonnaise en Méditerranée — dont il est le point culminant — à l'est.